# حنوت‌تاوی (دودمان بیست و یکم)
| W10 · t | N17 · N16 |

| W10 · t | N17 · N16 |

حنوت‌تاوی (انگلیسی: Henut Taui or Henuttawy؛ زنده و فعال در حوالی سال ۱۰۰۰ پیش از میلاد) کاهنه مصر باستان در دوران حکمرانی دودمان بیست و یکم مصر بود و مومیایی‌اش را یکی از انواع «مومیایی‌های کوکائینی» می‌دانند.

## پیشینه
اطلاعات کمی در مورد زندگی او وجود دارد. او در معبد آمون در تِبِس یک کاهنه و خواننده بود و پس از مرگش جسدش را مومیایی کردند و در قبرستان دیر البحری دفن کردند.
پس از کشف مقبره او، مومیایی او به مالکیت پادشاه باواریا (احتمالاً لودویگ یکم، پادشاه بایرن) درآمد، که بعداً آن را به «مجموعه دولتی هنر مصر» در مونیخ اهدا کرد که هنوز هم در آنجا قرار دارد (ÄS 57). تابوت او که زمانی در موزه ملی باستان‌شناسی قرار داشت، امروزه در مونیخ است.

## فرضیهٔ تماس با قاره آمریکا
در سال ۱۹۹۲، سم‌شناس آلمانی، سوتلانا بالابانوا، ردهایی از کوکائین، حشیش و نیکوتین را در موی «حنوت‌تاوی» و همچنین موی چند مومیایی دیگر در موزه کشف کرد. این کشف از آن جهت قابل توجه است که در آن زمان تنها منبع شناخته‌شده برای کوکائین و نیکوتین، گیاهان کوکا و تنباکو بودند که بومی قارهٔ آمریکا محسوب می‌شدند و تصور می‌شد تا پیش از سفر کلمب به آمریکا، به آفریقا نرسیده بودند.

این نتایج توسط نظریه‌پردازان و حامیان فرضیهٔ تماس‌های میان مردم دوران پیشاکلمبی و مصریان باستان به‌عنوان مدرکی برای ادعاهایشان تفسیر شد. این یافته‌ها بحث‌برانگیز هستند، زیرا با اینکه پژوهشگران دیگری نیز وجود کوکائین و نیکوتین را در مومیایی‌های مصری گزارش کرده‌اند، اما دو آزمایش پیاپی روی گروه‌های دیگر از مومیایی‌ها و بقایای انسانی، نتایج بالابانوا را به‌طور کامل بازتولید نکردند، و در برخی موارد فقط نتایجی مثبت برای نیکوتین مشاهده شد.
حتی با فرض صحت وجود کوکائین بر روی مومیایی‌ها، ممکن است این اثرات ناشی از آلودگی (محیط) پس از کشف مومیایی‌ها بوده باشد. همین استدلال در مورد نیکوتین نیز مطرح است، اما علاوه بر این، گیاهان مختلفی به‌جز تنباکو وجود دارند که دارای نیکوتین هستند، و دو مورد از آن‌ها، «ویتانیا سومنیفرا» (Withania somnifera) و «آپیوم گراولئنس» (Apium graveolens)، توسط مصریان باستان شناخته شده و استفاده می‌شده‌اند. «دیوید جی. کانسل» یادآور می‌شود که «پایگاه داده فیتوشیمیایی و قوم‌گیاه‌شناسی دوک» ۲۳ گیاه دارای نیکوتین (به‌جز تنباکو) را فهرست کرده است. از میان آن‌ها، دو گیاه مذکور توسط مصریان شناخته شده بودند، که در این میان «اپیوم گراولئنس» یا همان کرفس، احتمالاً بیشتر به‌عنوان خوراک استفاده می‌شده است. منابع نیکوتین به‌جز تنباکو و همچنین منابع احتمالی کوکائین در دنیای قدیم، توسط زیست‌شناس بریتانیایی، «دانکن ادلین»، مورد بحث قرار گرفته‌اند.